# 예념미타도량참법 권6~10
예념미타도량참법 권6~10(禮念彌陀道場懺法 卷六~十)은 대한민국 경상북도 김천시 대항면 직지사 성보박물관에 있는 조선시대의 목판본 책이다. 1996년 4월 4일 대한민국의 보물 제1241호로 지정되었다.

## 개요
예념미타도량참법은 아미타불을 지극한 마음으로 예배하면서 죄를 참회하고 극락왕생을 기원하는 불교의식의 절차를 수록한 책이다.
나무에 새겨 찍어낸 권6∼10의 5권을 1책으로 엮었다. 간행기록이 없어 정확한 연대는 알 수 없지만『예념미타도량참법』권1∼5, 6∼10(보물 제949호)과 비교해 보면 판의 형식 등이 동일하여 같은 판에서 찍어낸 것으로 보인다.
책 끝에 있는 김수온의 글을 통해 성종 5년(1474)에 세조비 자성대왕대비가 선대왕과 왕비들의 명복을 빌기 위해 간행한 것이며, 왕실과 고승 및 당시 일류 기술자들이 총동원되었음을 알 수 있다.
이 책에는 판을 새긴 사람의 이름이 써 있는 것이 보물 949호와 다르다. 이 책과 같이 판을 새긴 사람의 이름이 적혀있는 책이 더러 있는데, 그 책의 발문(跋文:책을 간행한 동기 등을 적은 글)을 통해 성종 5년의 원본을 연산군 9년(1503)에 해인사에서 원본과 가깝게 만들었음을 알 수 있다.
16세기 초 해인사에서 다시 찍어낸 불경으로 판의 새김이나 인쇄상태가 처음의 것에 비해 손색이 없다. 판을 새긴 사람의 이름이 그 무렵 책들의 간행연대를 추정하는 근거가 되며, 서지학과 불교 문화사 연구에 중요한 자료가 된다.

## 같이 보기
- 예념미타도량참법

## 참고 자료
- 예념미타도량참법 권6~10 - 국가유산청 국가유산포털